# Bundesfachschaftentagung Biologie

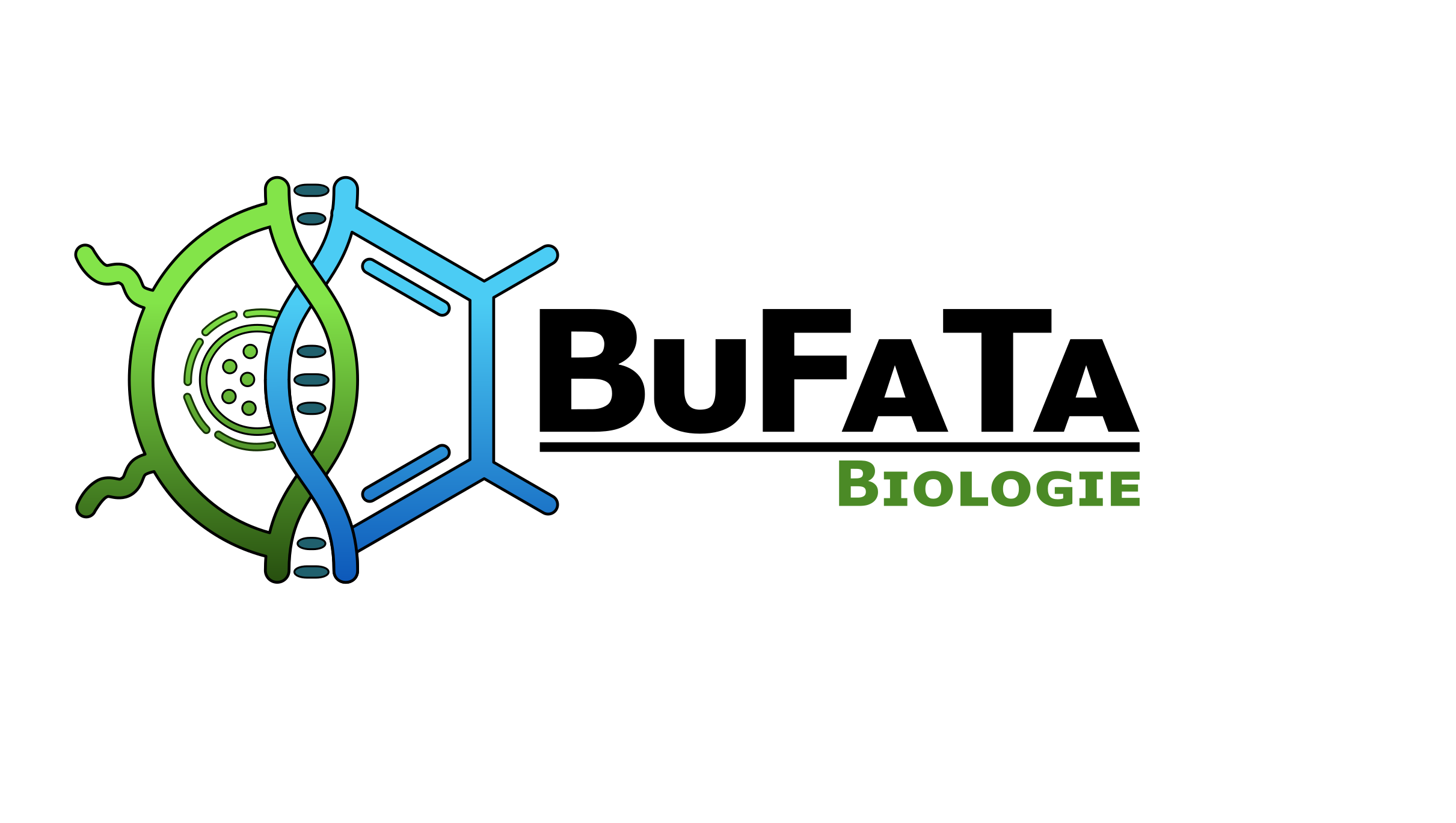
Das Logo der Bundesfachschaftentagung Biologie

Die Bundesfachschaftentagung Biologie, kurz BuFaTa Biologie, ist der Zusammenschluss aller Biologie-Fachschaften und Fachschaftsinitiativen Deutschlands. Sie tagt in der Regel einmal pro Semester, wobei die Tagung stets von einer anderen gastgebenden Fachschaft ausgerichtet wird. Auf der BuFaTa werden aktuelle überregionale Themen besprochen und gemeinsame Meinungsäußerungen verfasst, um Studenten im Bundeskontext mehr Mitspracherecht zu ermöglichen.
Teilnehmer sind die Mitglieder von Biologie-Fachschaften unterschiedlicher Universitäten, jedoch steht der Besuch der Tagung allen (angehenden) Biologen offen und häufig sind auch Referenten oder Gäste anwesend.

## Zielsetzung
Leitgedanke der BuFaTa Biologie ist der gemeinsame Austausch von Biologiestudierenden ganz Deutschlands, das Verfassen von Stellungnahmen und die kontinuierliche Weiterbildung der Tagungsbesucher und des biologischen Studiums allgemein. Die BuFaTa verfolgt das Ziel, am Ende jeder Tagung Ergebnisse zu präsentieren und ein gemeinsames öffentliches Sprachrohr für studentische und bildungspolitische Belange aller Biologiestudenten darzustellen. Des Weiteren ermöglicht sie es den Teilnehmern natürlich auch, andere Universitäten, Menschen und Sichtweisen kennenzulernen und auf diese Weise neue Kontakte zu knüpfen.

## Geschichte
Die BuFaTa Biologie wurde 1979 nach Vorbild bereits existierender Bundesfachschaftentagungen anderer Fachbereiche in Braunschweig gegründet und tagte seitdem mehr als 70 Mal. Durchschnittlich sind Studierende von 15 bis 25 unterschiedlichen Universitäten vertreten. In den Anfangsjahren fanden oft spezielle separate Tagungen zu gesellschaftspolitischen Themen statt, wie etwa zu Ökologie und Gentechnik. Ein weiterer Meilenstein ist etwa die Gründung der SymBioSE auf der BuFaTa im Jahre 1996 in Karlsruhe, die seitdem jährlich Biologiestudierende aller europäischen Nationen zusammenbringt. Die BuFaTa Biologie ist heute der größte Zusammenschluss deutscher Biologiestudierender.

## Themen und Aktivitäten
Auf den Tagungen der BuFaTa werden in sogenannten Arbeitskreisen Probleme der biologischen Studiengänge angesprochen und mögliche Problemlösungen diskutiert. Außerdem setzt man sich kritisch mit gesellschaftlichen Problematiken auseinander, in denen die Biologie eine Rolle spielt. Im abschließenden Plenum werden basierend auf den Ergebnissen der Arbeitskreise Stellungnahmen verfasst und über weitere Maßnahmen abgestimmt.
Abends und in den Pausen steht das Kennenlernen der anderen Fachschaften, der Gastgeber-Stadt und der Gastgeber-Universität im Vordergrund.
Wichtig sind vor allem die Erfahrungen und Ratschläge, welche die Teilnehmer von der Tagung mitnehmen und in ihrer Universität umsetzen. Die BuFaTa Biologie liefert durch ihre Ideen und den Meinungsaustausch einen wichtigen Beitrag zur Förderung studentischer Kultur und Initiativen.

### Couchsurfing
Auf der BuFaTa im Wintersemester 2014/2015 wurde das Fachschaften-Couchsurfing ins Leben gerufen. Mitglieder aller Biologie-Fachschaften können darüber eine kostenlose Unterkunft in ihrer Stadt anbieten, um andere Fachschaftler aus ganz Deutschland kennenzulernen oder wiederzutreffen. Das Couchsurfing soll dem weiteren Austausch der Fachschaften dienen und eine Unterstützung bei studienbezogenen oder privaten Reisen innerhalb Deutschlands darstellen.

## Administratives

### StAuB (Ständiger Ausschuss der Biologiefachschaften)
Der StAuB wurde auf der BuFaTa im Sommersemester 2014 als „Kontrollgremium für Beschlüsse und Informationsaustausch zwischen den Bundes-Fachschaften-Tagungen der Biologie (BuFaTa)“ gegründet. Er dient zur Koordinierung und Vernetzung der Fachschaften in der Zeit zwischen den BuFaTa und kümmert sich auch um die Archivierung von Beschlüssen und Protokollen.
Der StAuB besteht aus 7 Mitgliedern, die auf einer BuFaTa während des Abschlussplenums für 2 Semester gewählt werden. Innerhalb des StAuB gibt es verschiedene Aufgabenbereiche, die intern verteilt werden.

### Wahlen
Bei Abstimmungen und Wahlen im Rahmen der Arbeitskreise oder des Abschlussplenums sind die Fachschaften grundsätzlich mit einer Stimme pro Fachschaft wahlberechtigt. In seltenen Fällen kann es Gewissensabstimmungen geben.  In einer solchen Abstimmung hat jeder Teilnehmer eine Stimme.